# Movimento de Alfabetização de Jovens e Adultos
Movimento de Alfabetização de Jovens e Adultos (MOVA) foi criado por Paulo Freire, secretário da Educação de São Paulo, em 1989, durante a gestão de Luiza Erundina. Sua proposta era reunir Estado e Organizações da Sociedade Civil, para combater o analfabetismo entre jovens e adultos.
Suas salas estão instaladas onde existem poucas escolas e grande demanda por educação básica. Geralmente são utilizadas igrejas, creches, associações e empresas, lugares em que há espaço e necessidade. A capacidade de se adequar a realidade e as necessidades dos alunos, isto é, poupando o custo e o desgaste de transporte,pois geralmente ficam próximos de suas casas.
Funcionam a partir de convênios, entre prefeitura e entidades assistenciais, sociedades e associações. A prefeitura custeia as despesas dos educadores e entidades e se responsabilizam pelo local das aulas. Cada sala tem cerca de 15 a 25 alunos, com duração de 3 horas e são 4 vezes por semana geralmente noturno.
Tem como objetivo assegurar a todos os jovens e adultos a escolaridade, combatendo o preconceito em relação ao analfabetismo. Nos dias de hoje, o Mova é um movimento que dá oportunidades para adultos e jovens que necessitam de apoio na sua alfabetização. Já existem em vários municípios como Porto Alegre, Alvorada, Cachoeirinha, Caxias do Sul, bem como nos estados do Rio de Janeiro, Santa Catarina, São Paulo, Pará e Minas Gerais.

## MOVA-Brasil
O Projeto MOVA-Brasil, inspirado no educador Paulo Freire (1921-1997), em 13 anos de existência (2003-2016), já alfabetizou 275 mil brasileiros e brasileiras e formou cerca de 11 mil alfabetizadores e alfabetizadoras, em 692 municípios do país, envolvendo mais de 5 mil parceiros locais. 
É realizado em parceria com o Instituto Paulo Freire, a Federação Única dos Petroleiros (FUP) e a Petrobras, no âmbito do Programa Petrobras Socioambiental.